# Levédia
     Proto-ugrofinnici
     Proto-Ungari
     Magna Hungaria
 Levédia
     Etelköz
     Bacino dei Carpazi

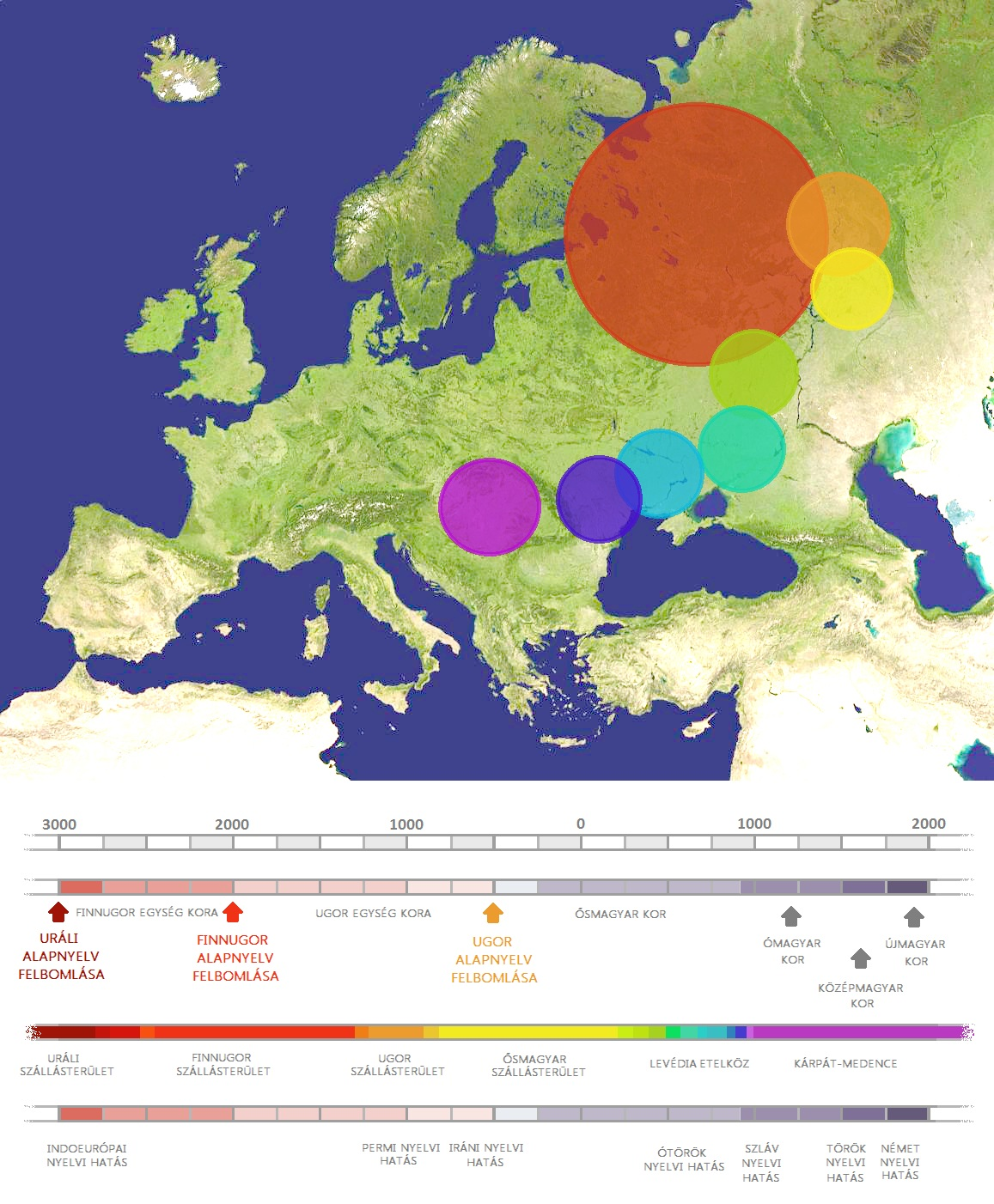
Le tappe del processo di migrazione degli Ungari:
Proto-ugrofinnici
Proto-Ungari
Magna Hungaria
Etelköz
Bacino dei Carpazi

Levédia è il nome che i Magiari diedero alla regione in cui si insediarono all'inizio del IX secolo. Circoscrivibile approssimativamente nell'odierna Ucraina orientale, gli Ungari vi erano giunti partendo da una regione conosciuta a livello storiografico con il nome di Magna Hungaria, situata appena ad ovest degli Urali. Intorno all'830, sotto la pressione dei Peceneghi, le tribù magiare guidate dal capotribù Álmos abbandonarono la Levédia per spingersi ancora più ad ovest, nella regione conosciuta come Etelköz.

## Storia
Il khaganato cazaro appariva la potenza dominante nelle steppe collocate tra i fiumi Dnepr e Volga dopo il 650 circa. I reperti archeologici dimostrano che esso esercitava il suo potere su un impero multietnico. La deduzione è basata sugli approfonditi studi relativi alla cultura di Saltovo-Majaki, fiorita nella stessa regione intorno al 750 e 900 e che presenta almeno sette varianti. Nelle cronache ungheresi, la leggenda relativa al Cervo Bianco finalizzata a spiegare l'origine del popolo magiaro sembra aver conservato la memoria della «stretta simbiosi, dei matrimoni misti e delle interazioni all'ordine del giorno» degli Ungari con vari gruppi etnici (nello specifico Alani, Bulgari e Onoguri) residenti nell'Europa orientale.
L'imperatore Costantino VII Porfirogenito, autore del De administrando imperio, scrisse che i Magiari «dimoravano anticamente presso la Cazaria, più precisamente in un luogo chiamato Levedia», riferendo altresì che loro territorio era attraversato da che «un fiume di nome Chidmas e conosciuto pure come Chingilous». L'identificazione del corso o dei corsi d'acqua resta oggetto di speculazioni teoriche. Porfirogenito associava la Levedia all'intera area dominato dalle genti magiare, ma la storiografia più moderna concorda sul fatto che descrisse esclusivamente una regione più piccola situata sul fiume Don. Altrettanto misterioso rimane il periodo storico in cui gli Ungari si stabilirono in Levedia: lo studioso István Fodor ipotizza che ciò avvenne prima del 750, mentre Gyula Kristó ipotizza come arco temporale la fine degli anni 820 e l'inizio degli anni 830. Benché Porfirogenito riferisca che i Magiari ricevettero l'appellativo di «Sabartoi asphaloi» o «Savarti risoluti» durante il loro insediamento in Levedia, András Róna-Tas sostiene che l'etnonimo vada inteso come un termine inventato e privo di qualsiasi credibilità storica. Sulla scia della denominazione appena indicato, Károly Czeglédy, Dezső Dümmerth, Victor Spinei e altri accademici hanno associato i Magiari ai Sabiri della fine del VI secolo o alla tribù Suvari affiliate ai Bulgari del Volga.
Porfirogenito prosegue la sua narrazione dicendo che «[gli Ungari] convissero assieme ai Cazari per tre anni e combatterono al loro fianco in tutte le guerre che li impegnarono», circostanza la quale, secondo un filone storiografico, suggerisce che i Magiari furono soggiogati al khaganato cazaro. Al contrario, lo storico György Szabados invita a fare attenzione sul significato letterale dei termini adottati dall'imperatore, il quale testimonia una posizione di parità tra le due etnie e non di sottomissione. Anche se l'autore bizantino aveva affermato che la convivenza dei Magiari con i Cazari perdurò per tre anni appena, gli storici moderni tendono a proporre un lasso temporale ben più lungo (20, 30, 100, 150, 200 o addirittura anche 300 anni).
Secondo una lapide eretta nell'831 o qualche tempo prima, un comandante militare bulgaro di nome Okorsis annegò nel Dnepr nel corso di una campagna militare. Florin Curta, influente storico e archeologo rumeno-americano ha etichettato tale iscrizione come il possibile «primo indizio dello sconvolgimento nelle steppe creato dalla migrazione dei Magiari nelle terre tra il Dnepr e il Danubio». I primi eventi certamente comprovati legati alla storia magiara ebbero luogo negli anni '30 dell'800. I bulgari li assunsero per combattere contro i loro prigionieri bizantini, in quel frangente ribellatisi e desiderosi di fare ritorno in Makedonia alla fine degli anni '30 dell'800, ma i romei li misero in rotta sulle rive del Basso Danubio. Secondo gli Annali di San Bertino, una cronaca franca relativa al periodo fra l'830 e l'882, degli ambasciatori Rus' in visita a Costantinopoli nell'839 poterono fare ritorno in patria soltanto attraverso l'impero carolingio, in quanto il cammino percorso all'andata non era più accessibile poiché conquistato da tribù primitive assai feroci e selvagge». Curta e Kristó identificano quelle popolazioni proprio con i magiari. Ibn Rusta, esploratore e geografo persiano, scriveva che i cazari «solevano proteggersi dagli attacchi dei Magiari e di altri popoli vicini» realizzando dei fossati. Stando a una teoria accademica, il resoconto di Ibn Rusta dimostra che il forte cazaro di Sarkel, costruito negli anni '30 dell'800, era una delle costruzioni difensive che proteggevano i Cazari dai Magiari.

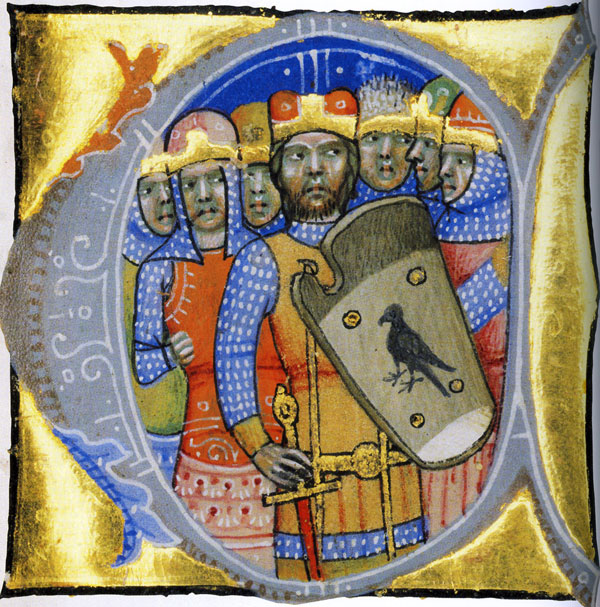
I capi delle sette tribù ungare raffigurati nella Chronica Picta

Secondo Porfirogenito, a Levedia, i Magiari «consistevano in sette tribù, ma non avevano mai avuto un principe supremo né nativo né straniero, essendo preposti a tale scopo vari voivodi» o capi. Sebbene l'esatto significato del termine usato dall'imperatore (genea) non può essere determinato con esattezza, gli studiosi hanno tradizionalmente considerato i «clan» o le «tribù» alla stregua di unità etniche e territoriali. Nelle cronache ungheresi, i riferimenti ai «sette personaggi di spicco» o ai «sette capi» conferma l'esistenza di altrettante tribù magiare.
Porfirogenito sottolineava come le tribù non «obbedivano al voivoda di riferimento, ma a[vevano] un'intesa tacita cui aderivano per combattere insieme con tutto l'ardore e lo zelo necessari dovunque sarebbe scoppiata la guerra»; ciò lascerebbe intendere che i capi tribù agissero più in veste di rappresentanti militari che politici. Secondo Kristó, quanto narrato dall'imperatore dimostra pure che la confederazione tribale non si presentava alla stregua di una «solida formazione politica coesa in maniera stabile» all'inizio del IX secolo. Le Gesta Hungarorum si riferivano ai sette capi ungari come agli «Hetumoger» o ai «sette Magiari». Dagli etnonimi simili, tra cui i Toquz Oghuz («Nove Oghuzi») e gli Onoguri («Dieci Oguri»), si è dedotto che le Gesta hanno conservato il nome della confederazione delle tribù magiare. Per Porfirogenito Levedia doveva la sua denominazione a Levedi, uno dei voivodi magiari la cui figura è avvolta dal mistero. Quando Levedi era in vita, i Kangari, un gruppo distinto all'interno della confederazione tribale dei Peceneghi che i Cazari avevano espulso dalla loro patria, invase la Levedia e costrinse i magiari a cedere il territorio. Uno dei gruppi magiari, quello di coloro che vivevano a oriente, fuggirono attraverso le montagne del Caucaso fino alla Persia, abbandonando così l'Europa. Tuttavia, la stragrande maggioranza delle comunità nomadi in esame partì alla volta dell'Occidente e si stabilì in una regione chiamata Etelköz. Un'alta percentuale di storici concorda sull'esodo forzato dei Magiari dalla Levedia intorno all'850.
(Costantino Porfirogenito: De administrando imperio)

### Fonti primarie
- Anonimo notaio di re Béla, Gesta Hungarorum, traduzione di Martyn Rady e László Veszprémy, CEU Press, 2010, ISBN 978-963-9776-95-1.
- (EN) Costantino Porfirogenito, De administrando imperio, a cura di Gyula Moravcsik, traduzione di Romillyi J. H. Jenkins, Dumbarton Oaks Center for Byzantine Studies, 1967, ISBN 0-88402-021-5.
- (LA) Georg Waitz e Georg Heinrich Pertz, Gli Annali di San Bertino, impensis bibliopolii Hahniani, 1883.
- Dezső Dercsényi (a cura di), Chronica Picta, Corvina, Taplinger Publishing, 1970, ISBN 0-8008-4015-1.
- (EN) Ibn Rusta on the Magyars 903–913, in Ibn Fadlān on the Land of Darkness: Arab Travellers in the Far North, traduzione di Paul Lunde e Caroline Stoned, Penguin Books, 2012, ISBN 978-0-140-45507-6.

### Fonti secondarie
- (EN) Nora Berend, Przemysław Urbańczyk e Przemysław Wiszewski, Central Europe in the High Middle Ages: Bohemia, Hungary and Poland, c.900-c.1300, Cambridge University Press, 2013, ISBN 978-11-07-65139-5.
- (EN) Kevin Alan Brook, The Jews of Khazaria, Rowman & Littlefield, 2006, ISBN 978-0-7425-4982-1.
- (EN) Florin Curta, Southeastern Europe in the Middle Ages, 500-1250, Cambridge, Cambridge University Press, 2006, ISBN 978-0-511-81563-8.
- (EN) Pál Engel, The Realm of St Stephen: A History of Medieval Hungary, 895-1526, I.B. Tauris Publishers, 2001, ISBN 1-86064-061-3.
- (EN) István Fodor, In Search of a New Homeland: The Prehistory of the Hungarian People and the Conquest, Corvina Kiadó, 1975, ISBN 963-13-1126-0.
- (EN) Gyula Kristó, Hungarian History in the Ninth Century, Szegedi Középkorász Műhely, 1996, ISBN 978-1-4039-6929-3.
- (EN) András Róna-Tas, Hungarians and Europe in the Early Middle Ages: An Introduction to Early Hungarian History, CEU Press, 1999, ISBN 978-963-9116-48-1.
- (EN) Victor Spinei, The Great Migrations in the East and South East of Europe from the Ninth to the Thirteenth Century, 2003, ISBN 978-973-85894-5-2.
- (HU) György Szabados, Magyar államalapítások a IX-X. században [La Fondazione degli Stati Ungheresi nel IX-X secolo], Szegedi Középkorász Műhely, 2011, ISBN 978-963-08-2083-7.